# 火の三角形

火の三角形

火の三角形( fire triangle or combustion triangle )とは、ほとんどの火災に必要な要素を理解するための簡単なモデルである。
三角形は、火が発火する必要がある3つの要素を示している：熱、燃料、および酸化剤。3つの要素が揃い、適切に結びついた時火災が発生する。火の三角形の要素のいずれかを除去することにより、火災を防止、消火できる。たとえば、火をファイヤーブランケットで覆うと、酸素が消滅し、消火できる。消防士が呼び出される大きな火災では、酸素の量を減らすことは難しい。

## 火の四面体

火の四面体

火の四面体は、火の三角形の三要素に化学連鎖反応を追加したものである。
燃焼は、より多くの熱を供給し、それを続けることを可能にする化学反応である。火災が始まると、結果として生じる発熱反応が火を維持し、火災の要素の少なくとも1つがブロックされない限り、燃え続ける。
- 泡は、必要な酸素を除去するために使用できる。
- 水は、引火点より下の燃料の温度を下げ、燃料を除去または薄めることができる。
- ハロンは、フリーラジカルを除去し、火災の原因となる化学反応を直接的に食い止める他、不活性ガスの障壁を作り出すこともできる。[4]

火災にリチウム、マグネシウム、チタンなどの燃焼が含まれる場合（クラスD火災として知られている）、反応速度を考慮することがさらに重要になる。金属は酸素よりも水でより速く反応し、それによりより多くのエネルギーが放出されるため、そのような火に水をかけると、火災が強さを増したり、爆発することもある。二酸化炭素消火器は、チタンなどの特定の金属に対して効果がない。したがって、金属燃焼の連鎖反応を破るために、不活性剤（例：乾燥砂）を使用する必要がある。

## 山火事のためのマルチスケールの火の三角形

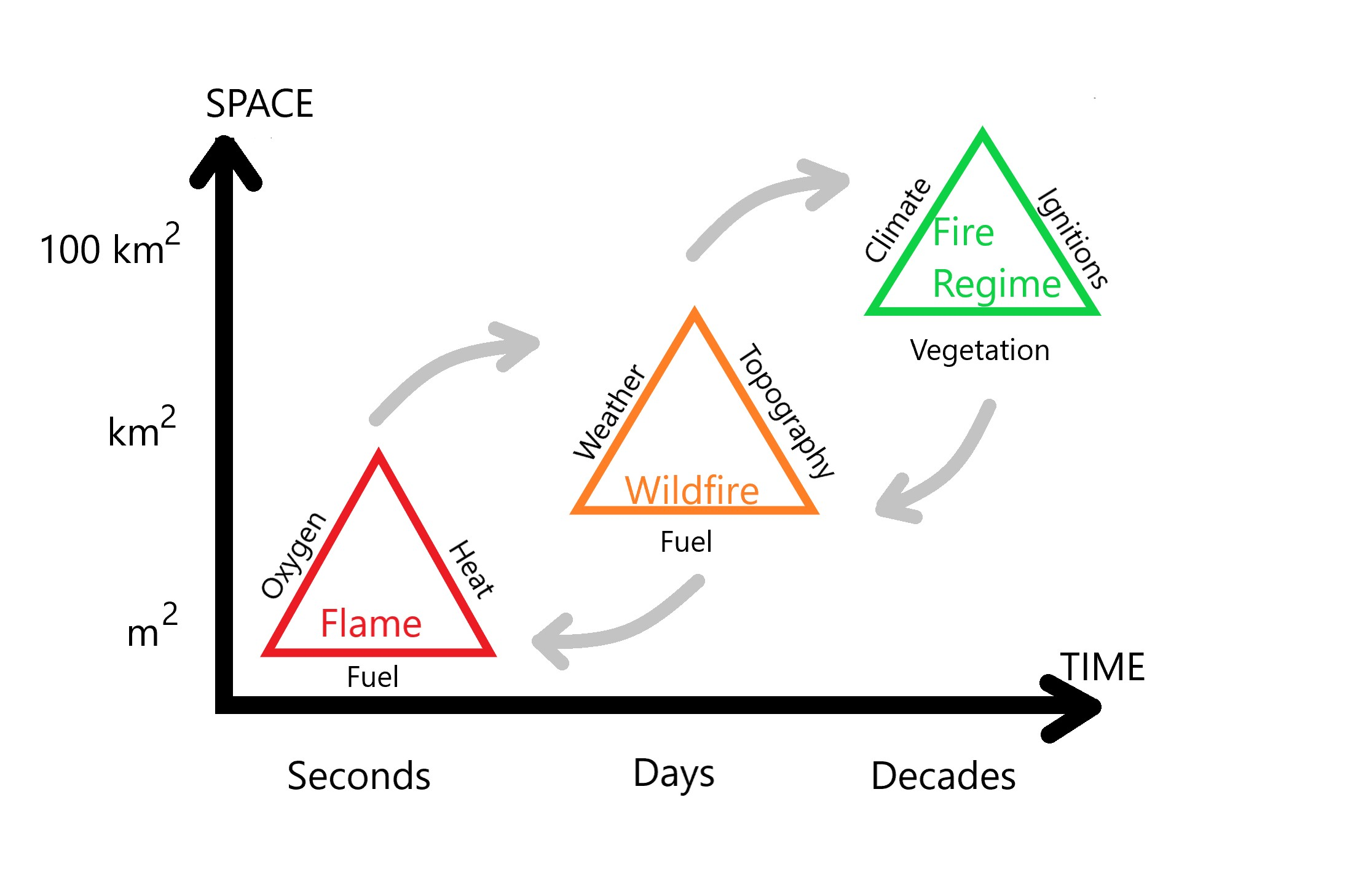
火炎、山火事、火災体制(fire regime)の規模での野生地火災の要素を記述するマルチスケールの火の三角形　 Moritz et al. (2005) Wildfire, complexity, and highly optimized tolerance. Proceedings of the National Academy of Sciences 102, 17912-17917.

山火事の文脈では、火の三角形のスケールは、野外に広がる火災（数日、数キロメートル）と時間の経過に伴う火災の再発（数十年、数百キロメートル）に拡大される。したがって、熱は火を発火させるためには重要だが、特に着火物を予熱することで火災の拡大を助長するためには地形が重要であり、発火源はより長い時間スケールでの再発を説明するために重要である。同様に、酸素は炎を維持するのに関連していまるが、天候と関連する風は酸素を散布に供給し、天候の長期的なパターンは気候として要約されている。最後に、燃料には植物などの有機物が相当するが、植生によって大きな時間、空間スケールで変化する。
燃焼火の三角形、個々の燃料粒子が臨界温度で一度点火され、火災が最も近い周囲にエネルギーを伝達する。燃焼イベントは、数秒から数日間のスケールに及び、その効果は火災体制(山火事)スケールで監視する。対照的に、最大のスケールは、火災体制(fire regime)の概念を説明している。世界の気候変動は、「山火事」と「火災体制」の三角形に関与する多くの要因を促進する。  たとえば、火災体制に関して、特定の植生タイプは、再発、強度、季節性、生物学的効果の観点から特徴的な火災を助長する。植生タイプの変化は、変化する火災体制に影響を与える。

### 註釈
1. ↑  通常は酸素